# 庙头镇 (沭阳县)
庙头镇，是中华人民共和国江苏省宿迁市沭阳县下辖的一个乡镇级行政单位。

## 行政区划
庙头镇下辖以下地区：
庙头社区、冷庄社区、后窑社区、何桥村、吕庄村、赶埠村、牛墩村、后圩村、长探村、探驾村、聚贤村、古龙村和东柳村。

## 交通
- 新长铁路：庙头站